# Rod an der Weil
Rod an der Weil is een plaats in de Duitse gemeente Weilrod, deelstaat Hessen, en telt 881 inwoners (2005).